# Kurilian Bobtail
Il Kurilian Bobtail è una razza di gatti provenienti dalle isole Curili della Russia. Il dettaglio che maggiormente li caratterizza e differenzia dalle altre razze è la loro coda a pon-pon, molto corta e vaporosa.

## Storia
Il Kurilian Bobtail è una razza naturale di gatti che abitano sulle isole Curili nell'Oceano Pacifico. Il clima rigido della regione, le condizioni di vita severe hanno regalato ai gatti di Kurilian Bobtail una buona salute, un corpo forte, muscoloso e un carattere equilibrato.
Questi gatti non sono solo cacciatori insuperabili, ma anche molto belli, graziosi e dalla forma armoniosa. Assomigliano ad una lince, perché hanno la coda corta in forma di pon-pon e le loro zampe posteriori sono più lunghe delle anteriori. I Kurilian Bobtail sono molto intelligenti, amichevoli, socievoli e affettuosi nei confronti del loro padrone.
I felinologisti hanno approvato la razza di Kurilian Bobtail solo recentemente: nel 1996, è stato accettato lo standard di razza da parte della Word Cat Federation (WCF), e lo standard della Fédération internationale féline (FIFE) è stato adottato nel 2002.
Ora i Kurilian Bobtail partecipano con successo alle esposizioni feline internazionali e mondiali.

## Descrizione

### Caratteristiche fisiche
Corpo: forte, compatto, equilibrato, muscoloso e robusto. Le zampe forti con la forma rotonda, posteriori sono più lunghe delle anteriori. 
Testa: grande, trapezoidale, con contorni morbidi. Il muso di media lunghezza, abbastanza ampio, le guance piene. Mento ben sviluppato.
Orecchie: medie, ampie e aperti alla base, impostati alto, leggermente inclinati in avanti. La spaziatura è approssimativamente uguale alla larghezza dell'orecchio. I puntali sono arrotondati.
Occhi: sono rotondi, ben distanziati e con una leggera angolazione. Colore degli occhi dovrebbero essere in armonia con il colore del pelo.
Coda: può essere nodosa, curva, storta o a spirale. Lunghezza, escludendo il pelo, da 3 a 8 cm. Il pelo della coda è più lungo rispetto al resto del corpo, e costituisce un pon-pon. 
Pelo: ci sono due tipi di pelo di Kurilian Bobtail: corto e semi-lungo. Il pelo è molto pratico - non richiede cure particolari, e di solito non provoca allergia.
Colori: eventuali tutti i colori naturali. Non esistono i seguenti colori: chocolate, cinnamon, fawn, lavanda e la variante colorpoint. 

### Carattere
I Kurilian Bobtail sono gatti intelligenti, curiosi, molto attivi, divertenti e giocosi. Amichevoli e socievoli, amano essere in compagnia di persone o animali. Sono dolci come i gatti e affettuosi come i cani, perciò i proprietari di Kurilian Bobtail chiamano i loro mici "gatto-cane".